# Rason
Rason (korejsky 라선특별시 – Rasŏn Tchŭkpjŏlsi, do roku 2000 Radžin-Sonbong (라진-선봉)) je důležité město v Severní Koreji mající statut přímo spravovaného města. Leží na severovýchodě státu na břehu Japonského moře a má nezamrzající mořský přístav. Na východě sousedí s Přímořským krajem Ruské federace, na severu s provincií Ťi-lin Čínské lidové republiky a na západě se severokorejskou provincií Severní Hamgjong. Celé město má plochu 746 čtverečních kilometrů a v roce 2008 mělo 205 tisíc obyvatel.
Rasŏnský přístav je částečně rozvíjen investicemi z Čínské lidové republiky, která má od KLDR povoleno přes něj realizovat vnitrostátní zásilky – například uhlím z nedalekých čínských dolů je zásobována Šanghaj.